# Magnoliapriset
Magnoliapriset delas årligen ut av Sofia hembygdsförening sedan år 1969. Priset som är en magnoliaplanta delas ut till en person som med sin gärning gjort förtjänstfulla insatser och glatt sina medmänniskor i Sofia församling eller på Södermalm. Prisutdelningen sker med en fest när magnoliaträdet i Vita bergen (på Södermalm) blommar i början av maj. Vid prisfesten sjunger Magnoliakören in våren med traditionell vårsång.
1979 fick författarinnan Tora Dahl utmärkelsen varpå hon planterade en magnolia i Henriksdal, Nacka. Sedan dess firas Magnoliadagen vid magnolian.

## Pristagare
- 1969 – Carl Anton Axelsson
- 1970 – Evert Taube
- 1971 – Per Anders Fogelström
- 1972 – Hilding Asker
- 1973 – Stig Claesson
- 1974 – Allan Pettersson
- 1975 – Erik Asklund
- 1976 – Hans Alfredson och Tage Danielsson
- 1977 – Ebba Pettersson
- 1978 – Erik Lundegård
- 1979 – Tora Dahl
- 1980 – Inga Thorsson
- 1981 – Nicolai Gedda
- 1982 – Jan Lindblad
- 1983 – Johannes Norrby
- 1984 – Sigurd Persson
- 1985 – Gösta Selling
- 1986 – Liss Eriksson
- 1987 – Kerstin Meyer
- 1988 – Greta Garbo
- 1989 – Ivar Lo-Johansson
- 1990 – Tomas Tranströmer
- 1991 – Björn Asker
- 1992 – Anders Carlberg
- 1993 – Anne Marie Rådström
- 1994 – Lars-Ewe Nilsson, körledare i Katarina församling
- 1995 – Monica Nielsen, skådespelare och vissångare
- 1996 – Kerstin Nerbe, Claes Fellbom och Staffan Rydén, initiativtagare till Folkoperan
- 1997 – Thorleif Hellbom, journalist och författare
- 1998 – Oscar Almgren, grundare av det återöppnade K A Almgrens sidenväveri[3]
- 1999 – Svenolov Ehrén, konstnär
- 2000 – Git Magnusson och Bo Stenhammar, driver Mosebacke Etablissement
- 2001 – Ernst Brunner, författare
- 2002 – Astrid Rietz, konstnär
- 2003 – Åsa Burman Laxvik, musikdirektör
- 2004 – Monica Eriksson, kulturhistoriker
- 2005 – Mikael Segerström , skådespelare
- 2006 – Ann-Marie Turesson, prost i Sofia församling
- 2007 – Anders Berglund, kapellmästare
- 2008 – Suzanne Reuter, skådespelerska
- 2009 – Fernando di Luca, grundare till livsmedelsföretaget Di Luca & Di Luca
- 2010 – Lisa Nilsson, artist och sångare
- 2011 – Lasse Kühler, danslärare
- 2012 – Lars Rudolfsson, regissör och musiker
- 2013 – Hans Ulfvebrand, domprost
- 2014 – Johan Ulvesson, skådespelare
- 2015 – Sissela Kyle, skådespelare
- 2016 – Arne Johansson, musikdirektör
- 2017 – Jonas Gardell, författare
- 2018 – Gen Hedberg, skådespelare
- 2019 - Kennedy Bakircioglu, Hammarby fotboll
- 2020 – Inställt pga covid-19-pandemin
- 2021 – Inställt pga covid-19-pandemin
- 2022 – Marie-Louise Gunnarsson Otto, Gunnarsons specialkonditori
- 2023 – Bitte Liberg, ordförande i Södermalmsparkernas vänner
- 2024 – Tommy Körberg, sångare
- 2025 – Elsa Billgren, influerare[4]